# Гералтовіце (гміна)
Гміна Гералтовіце (пол. Gmina Gierałtowice) — сільська гміна в південній Польщі. Належить до Гливицького повіту Сілезького воєводства.
Станом на 31 грудня 2011 у гміні проживало 11155 осіб.

## Територія
Згідно з даними за 2007 рік площа гміни становила 39,00 км², у тому числі:
- орні землі: 71,00%
- ліси: 10,00%

Таким чином, площа гміни становить 5,88% площі повіту.

## Населення
Станом на 31 грудня 2011:
| Опис     | Загалом | Загалом | Чоловіки | Чоловіки | Жінки | Жінки |
| -------- | ------- | ------- | -------- | -------- | ----- | ----- |
| одиниця  | осіб    | %       | осіб     | %        | осіб  | %     |
| все      | 11155   | 100     | 5383     | 48,26    | 5772  | 51,74 |
| міське   | 0       | 100     | 0        |          | 0     |       |
| сільське | 11155   | 100     | 5383     | 48,26    | 5772  | 51,74 |

## Сусідні гміни
Гміна Гералтовіце межує з такими гмінами: Кнурув, Міколув, Орнонтовиці.